# Dingtuna
Dingtuna és una localitat del municipi de Västerås, Comtat de Västmanland, Suècia. El 2010 tenia 1.005 habitants.